# Vụ đánh bom tổng hành dinh NATO tại Kabul 2009
Vụ nổ xe bom tại tổng hành dinh lực lượng Tố chức Minh ước Bắc Đại Tây Dương tại Afghanistan năm 2009 diễn ra ngày 15/8/2009 khi một kẻ đánh bom tự sát được cho là của Taliban kích nổ quả bom trên người lúc 8:30 sáng ngay bên ngoài tổng hành dinh lực lượng NATO và Bộ Giao thông Afghanistan tại thủ đô Kabul, Afghanistan. Kẻ đánh bom giết ít nhất 7 người và gây thương tích 91 người khác.

## Tấn công
Vụ nổ xảy ra 5 ngày trước cuộc bỏ phiếu bầu tổng thống, và là vụ tấn công chính ở thủ đô kề từ tháng 2. Phiến quân cho nổ một xe bom ngay bên ngoài cổng vào tổng hành dinh của lực lượng NATO, nhằm mục đích gây cho dân chúng hoang mang, sợ hãi không dám đi bỏ phiếu vào ngày 20 tháng 8 cho cuộc bầu cử toàn quốc, từ tổng thống cho đến hàng tỉnh.
Địa điểm tấn công chỉ cách cổng chính vào căn cứ từ 27 đến 30 mét. Hành động này muốn nhắn nhủ rằng quân nổi dậy có thế đánh vào bất cứ đâu, ngay cả khu vực được bảo vệ an ninh nghiêm ngặt nhất thủ đô. Quân tấn công chở theo chừng 275 tới 500 ký chất nổ, vượt qua biết bao rào cản, trạm kiểm soát, vòng thép gai, cổng an ninh... để đến gần bộ chỉ huy quân sự Tây phương. Con đường này là một trong ít nơi được bảo vệ chặt chẽ nhất, ở đây kề bên Tòa Đại sứ Hoa Kỳ và Tổng thống Phủ. Cảnh sát xác nhận chiếc xe bom là một xe thùng hiệu Toyota, chứ không phải là một chiếc SUV. như lúc đầu.
Bên trong căn cứ ở một khoảng cách tương đối xa nơi vụ nổ xảy ra là bộ chỉ huy của Tướng Stanley McChrystal, tư lệnh lực lượng quân Mỹ và các nước Tây phương ở Afghanistan.

## Hậu quả
Nhiều quân lính bị thương nhưng không rõ quốc tịch hay thuộc đơn vị nào. Mặc dù binh sĩ thuộc nước Macedonia thường đứng gác tại đây. Vụ nổ này là tệ hại nhất từ tháng 2, khi quân nổi loạn mở nhiều đợt tấn công gần như cùng một lúc vào ba tòa nhà chính phủ. Trong đợt tấn công này có hơn hai chục người chết, gồm một số người qua đường và tám tên khủng bố.
Lần tấn công này, khắp thủ đô Kabul đều có thể nghe thấy tiếng nổ. Tường nhà bị nám đen, cây cối đổ rạp, xe cộ hư hại, cửa kính các tòa nhà cách đó vài trăm thước bị bể, khói bốc lên đen nghịt bầu trời. Dân chúng bỏ chạy tán loạn, một số mang vết thương đang chảy máu. Người qua đường ngừng xe, ngay cả xe gắn máy cũng dừng lại để giúp di tản người bị thương đi bệnh viện.
Một phát ngôn viên của Taliban nhận trách nhiệm về cuộc tấn công, nhưng lúc ban đầu đã nhầm lẫn khi tuyên bố rằng kẻ tấn công đi bằng bộ. Người ta nghi cho mạng lưới Haqqani, một nhóm phiến quân đặt căn cứ ở Pakistan, là kẻ chủ chốt của vụ tấn công, vì tin rằng họ đã tiến hành những vụ tấn công tinh vi gây nhiều thương vong ở bên trong và chung quanh thủ đô Kabul.